# フランツ・ガブリエル・フォン・ブライ

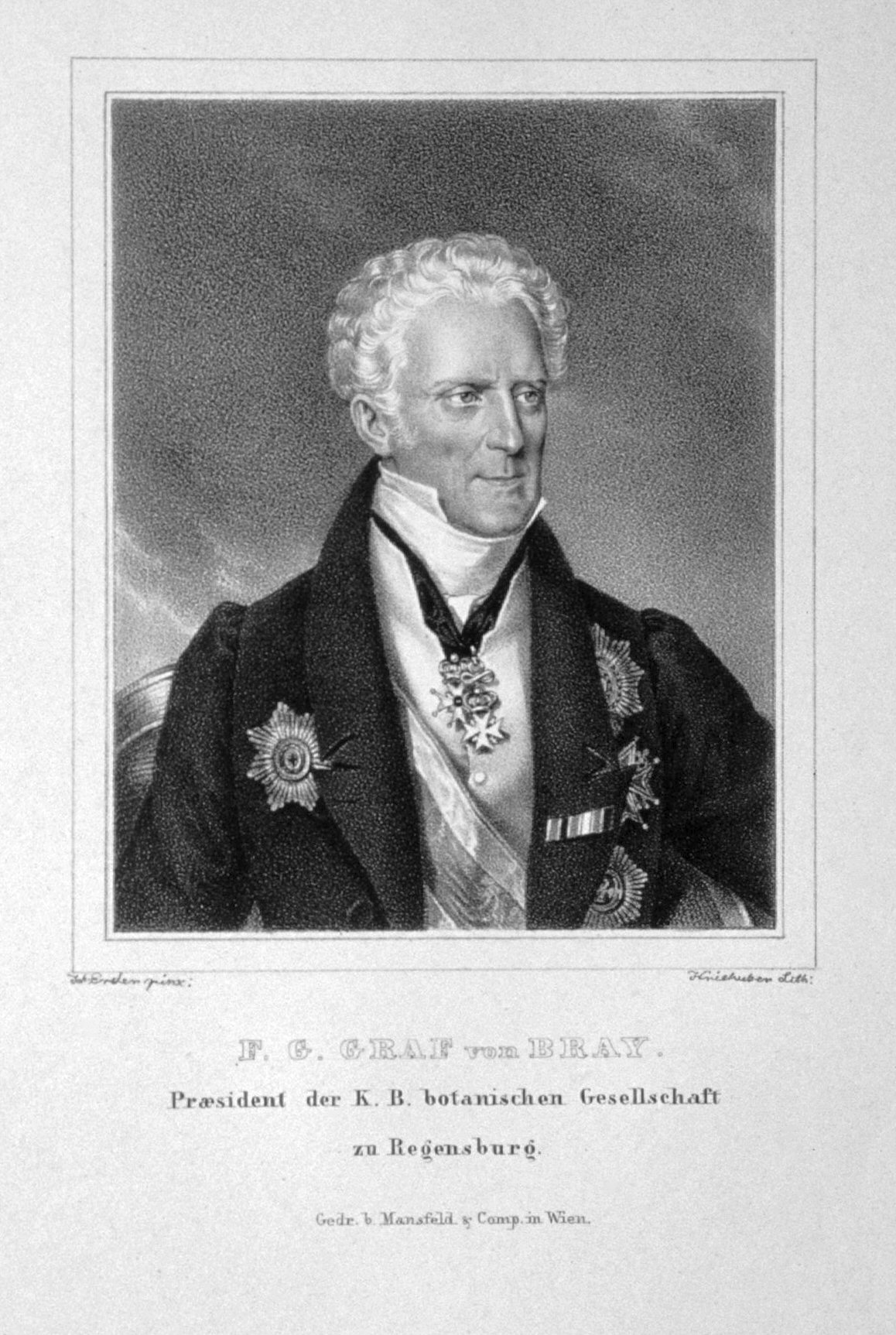
Franz Gabriel Graf von Bray

フランツ・ガブリエル・フォン・ブライ、またはフランス名 フランソワ・ド・ブレー（Franz Gabriel Graf von Bray 、François Gabriel de Bray、1765年12月25日 - 1832年9月2日）はフランス、ノルマンディーの貴族ド・ブレー家の出身で、後にバイエルンの貴族となった役人（外交官）、博物学者である。

## 略歴
ルーアンで生まれた。ド・ブレー家は13世紀に始まる貴族の家柄である。はじめ、マルタ騎士団で働き、1788年にレーゲンスブルクのフランス公使館の役人として働いた。フランス革命による混乱のために1799年にバイエルン公国の官僚となり、有力な政治家モンジュラ伯爵マクシミリアンの友人となり、顧問となった。外交官として、ベルリン、ロンドン、サンクトペテルブルクへ赴任した。ベルリンではリガのバルト・ドイツ人貴族、レーヴェンシュタイン家（Löwenstern）の娘と知り合い1805年に結婚した。この結婚によってリヴォニア (現在のラトビア）の上流階級と交流するようになり、後にリヴォニアの自然史に関する著書を書くことになった。
1811年にシュトラウビング近くのIrlbachに城と醸造所を買い、1813年にシュロス・シュヴァリエに邸を買った。爵位を受け、1819年に貴族院の議員となった。1820年にパリ、1827年からウィーンの大使を務め、1831年に引退した。
レーゲンスブルクにいた時代から、植物学者のダーフィット・ハインリヒ・ホッペと知り合い、同郷の友人デュヴァル（Charles Jeunet Duval）とともに、1790年に設立されたレーゲンスブルク植物学協会で熱心に活動した。ゲーテの友人で古生物も研究した博物学者のシュテルンベルク（Kaspar Maria von Sternberg）にも植物学者として知られるようになった。
1808年にバイエルン科学アカデミーの名誉会員に選ばれ、1822年にはロシア科学アカデミーの会員にも選ばれた。ホッペが発見したアブラナ科の高山植物 Braya alpina の属名に献名された。
息子のオットー（Otto von Bray-Steinburg）はバイエルン王国の閣僚となった。